# ТЕС Char Galgalia
23°35′50″ пн. ш. 90°20′50″ сх. д. / 23.59722° пн. ш. 90.34722° сх. д.
ТЕС Char Galgalia — теплова електростанція у районі Керанігандж (неподалік від південно-західних околиць Дакки), створена на замовлення державної компанії Bangladesh Power Development Board (BPDB). 
У певний момент для покриття зростаючого попиту на електроенергію в Бангладеш почали широко використовувати практику оренди генеруючих потужностей — державна BPDB укладала угоди із приватними компаніями, які розміщували на наданих майданчиках генеруючі установки на основі двигунів внутрішнього згоряння, котрі могли бути швидко змонтовані, а в майбутньому демобілізовані. Зокрема, в 2012-му почала роботу електростанція у Char Galgalia, обладнання для якої надала компанія PowerPac Mutiara Keraniganj Power Plant. На майданчку, розташованому на лівому березі Дхалешварі (рукав Брахмапутри, який падає у Мегхну), встановили 8 генераторних установок Caterpillar MAK 16CM43 C потужністю по 13,6 МВт (номінальна потужність станції визначена як 102 МВт). У 2018/2019 році фактична чиста паливна ефективність ТЕС становила 41,8%. 
Як паливо станція використовує нафтопродукти, що доправляються водним транспортом по Дхалешварі. Для їх зберігання встановили 3 резервуари на 5 тисяч тон кожен.
Видача продукції відбувається по ЛЕП, розрахованій на роботу під напругою 132 кВ.
Можливо відзначити, що у районі Керанігандж також були створені й інші електростанції на основі двигунів внутіршнього згоряння — ТЕС Босіла, ТЕС Aowrahati, ТЕС Брахмангаон, ТЕС Пангаон.